# Église de la Translation-des-Reliques-de-Saint-Nicolas (Maladonja)
Pour les articles homonymes, voir Église de la Translation-des-Reliques-de-Saint-Nicolas.
L'église de la Translation-des-Reliques-de-Saint-Nicolas (Maladonja) (en serbe cyrillique : Црква Преноса моштију Светог Николе Маладоња ; en serbe latin : Crkva Prenosa moštiju Svetog Nikole Maladonja) est une église orthodoxe serbe située à Dolovo, dans la province autonome de Voïvodine, sur le territoire de la ville de Pančevo et dans le district du Banat méridional en Serbie. Elle est inscrite sur la liste des monuments culturels de grande importance de la république de Serbie (identifiant no SK 1426).
L'église est également connue sous le nom de « la petite église » (Mala crkva).

## Présentation
L'actuelle église Saint-Nicolas est construite sur une colline dominant le centre de Dolovo. À son emplacement s'élevait une ancienne église dédiée à saint Nicolas et consacrée en 1765 par l'évêque Vikentije Jovanović. À cause de son mauvais état, l'édifice a été fermé puis démoli en 1877 et, en 1882, un concours a été lancé pour la construction d'une nouvelle église, remporté par Franc Brandajz de Vršac. Les travaux, commencés en 1886, se sont terminés en 1888,.
L'église, de style néo-classique, est de petites dimensions. La façade occidentale est ornée d'une ouverture centrale encadrée de deux niches ; une corniche supporte un tympan triangulaire ; cette façade est dominée par un clocher de style baroque. Sur toutes les façades, la décoration est soignée aussi bien sur le plan horizontal que sur le plan vertical ; horizontalement, en plus des corniches, on trouve un haut soubassement avec des bossages ; sur plan vertical, en plus du rythme assuré par les ouvertures, on trouve des pilastres et quelques colonnes engagées avec des chapiteaux.
Dragiša Milutinović, professeur à la Haute école de Belgrade, a réalisé l'iconostase ; elle a été peinte par Paja Jovanović en 1901. Les fresques de l'autel et de la nef sont attribuées à un élève de Joseph Geugner.